# Arne Nevanlinna

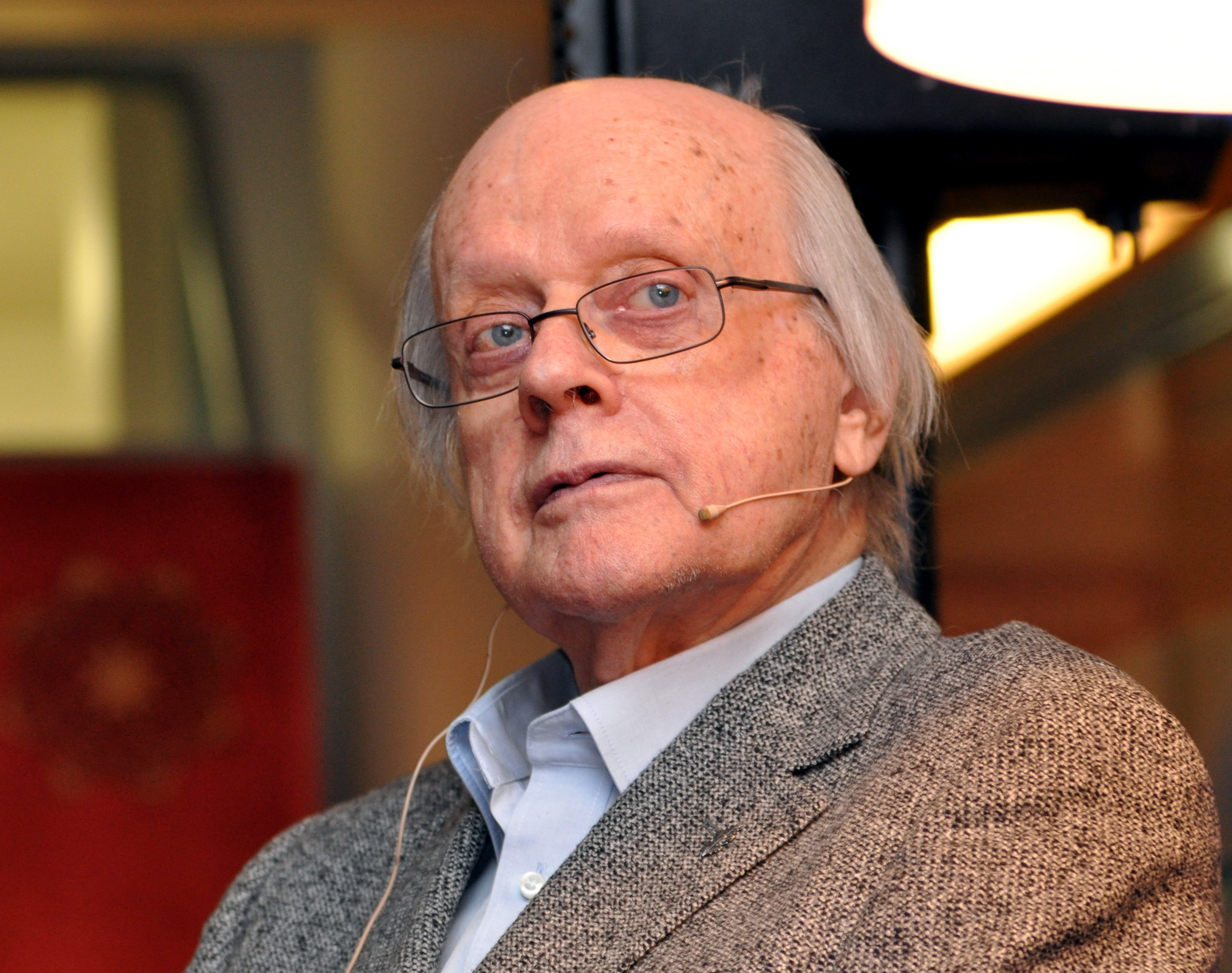
Arne Nevanlinna

Arne Edvard Nevanlinna, född 5 juni 1925 i Helsingfors, död där 7 augusti 2016, var en finländsk arkitekt och författare. Han var far till författaren Tuomas Nevanlinna.
Nevanlinna var son till matematikern Rolf Nevanlinna och Mary Selin. Han avlade studentexamen 1943 och blev teknologie licentiat 1972. Han tjänstgjorde 1946–1962 vid olika arkitektbyråer och grundade sistnämnda år egen byrå i Helsingfors. Han undervisade 1962–1968 vid Tekniska högskolan, tjänstgjorde som biträdande professor där 1968–1969 och var 1973–1975 professor vid Tammerfors tekniska högskola. År 1979 utsågs han till professor vid Nairobi universitet, där han verkade till 1983. År 1986 förlänades han professors namn.
Nevanlinna projekterade bland annat bostads- och affärshus, apparater för utvecklingsstörda och fritidslokaler. På äldre dagar gav han ut ett tiotal böcker med egna hågkomster, inlägg i arkitekturdebatten med mera, bland annat Isoisän maat (1998), Harharetkiä Helsingissä (2001) och Fasadin henki (2001).